# Meta tiniktirika
Meta tiniktirika är en spindelart som beskrevs av Alberto Barrion och James A. Litsinger 1995. Meta tiniktirika ingår i släktet Meta och familjen käkspindlar.
Artens utbredningsområde är Filippinerna. Inga underarter finns listade i Catalogue of Life.